# Hysterothylacium cyclopteri
Hysterothylacium cyclopteri is een rondwormensoort uit de familie van de Anisakidae. De wetenschappelijke naam van de soort is voor het eerst geldig gepubliceerd in 1952 door Kreis.